# إريك أولسون
إريك أولسون (بالسويدية: Erik Ohlsson)‏ هو عازف قيثارة سويدي، ولد في 2 يوليو 1975 في أوربرو في السويد.

## وصلات خارجية
- إريك أولسون على موقع ميوزك برينز (الإنجليزية)
- إريك أولسون على موقع أول ميوزيك (الإنجليزية)
- إريك أولسون على موقع ديسكوغز (الإنجليزية)